# Steve Fenwick
Pour les articles homonymes, voir Fenwick.
Pas d'image ? Cliquez ici

a Compétitions nationales et continentales officielles uniquement.

b Matchs officiels uniquement.
Steven Paul Fenwick, né le 23 juillet 1951 à Caerphilly, est un joueur de rugby à XV qui a joué avec l'équipe du pays de Galles de 1975 à 1981 évoluant au poste de trois-quarts centre. 

## Carrière
Il joue en club avec le Bridgend RFC. Il connaît sept sélections avec les Barbarians en 1976.Il dispute son premier test match le 18 janvier 1975 contre l'équipe de France et son dernier test match contre l'équipe d'Irlande le 7 février 1981. Il est trois fois capitaine de l'équipe du pays de Galles. Fenwick dispute quatre test matchs avec les Lions britanniques en 1977 (contre les All Blacks).

## Palmarès
- Vainqueur du Tournoi des Cinq Nations en 1975, 1976 (Grand Chelem), 1978 (Grand Chelem), 1979

## Statistiques en équipe nationale
- 30 sélections
- 152 points (4 essais, 11 transformations, 35 pénalités, 3 drops)?
- Sélections par année : 4 en 1975, 4 en 1976, 4 en 1977, 7 en 1978, 4 en 1979, 5 en 1980 et 2 en 1981.
- Sept Tournois des Cinq Nations disputés : 1975, 1976, 1977, 1978, 1979, 1980 et 1981.
- Quatre victoires dans le Tournoi : en 1975, 1976, 1978, et 1979.
- Deux Grands Chelems : en 1976 et en 1978.